# Maillé (Indre-et-Loire)
Pour les articles homonymes, voir Maillé.
Maillé est une commune française du département d'Indre-et-Loire, en région Centre-Val de Loire.

## Géographie
| Pouzay  |                      | Sainte-Maure-de-Touraine |
| Nouâtre | Maillé               | Draché                   |
|         | La Celle-Saint-Avant |                          |

### Hydrographie

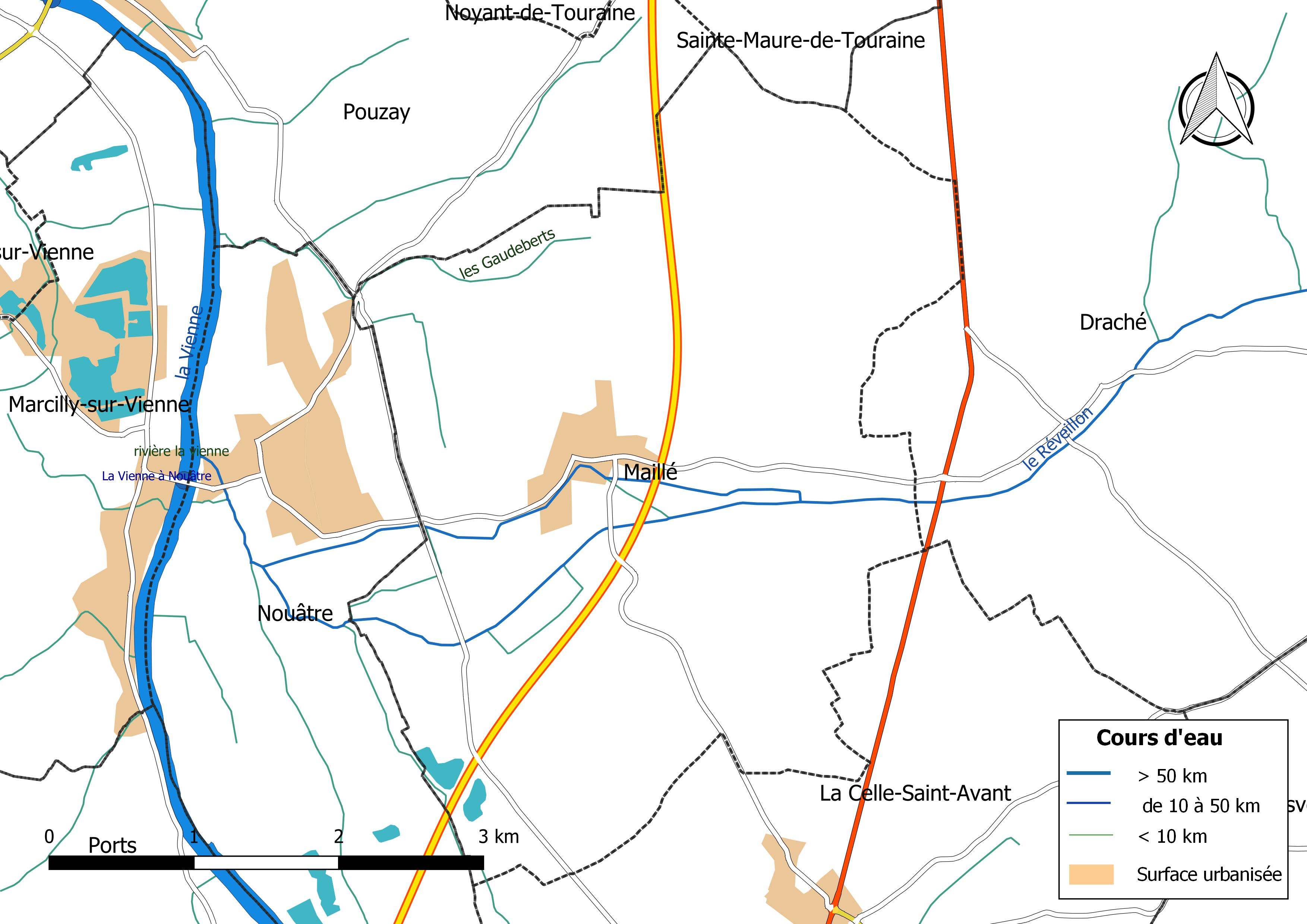
Réseau hydrographique de Maillé.

Le réseau hydrographique communal, d'une longueur totale de 13,8 km, comprend un cours d'eau notable, le Réveillon (4,258 km), et six petits cours d'eau dont les Gaudeberts (1,835 km),.
Le Réveillon, d'une longueur totale de 15,2 km, prend sa source dans la commune de Sepmes et se jette  dans la Vienne à Nouâtre, après avoir traversé 5 communes.
Sur le plan piscicole, le Réveillon est classé en deuxième catégorie piscicole. Le groupe biologique dominant est constitué essentiellement de poissons blancs (cyprinidés) et de carnassiers (brochet, sandre et perche).

### Climat
Pour des articles plus généraux, voir Climat du Centre-Val de Loire et Climat d'Indre-et-Loire.
En 2010, le climat de la commune est de type climat océanique dégradé des plaines du Centre et du Nord, selon une étude du CNRS s'appuyant sur une série de données couvrant la période 1971-2000. En 2020, Météo-France publie une typologie des climats de la France métropolitaine dans laquelle la commune est exposée à un climat océanique altéré et est dans la région climatique Moyenne vallée de la Loire, caractérisée par une bonne insolation (1 850 h/an) et un été peu pluvieux.
Pour la période 1971-2000, la température annuelle moyenne est de 11,3 °C, avec une amplitude thermique annuelle de 14,7 °C. Le cumul annuel moyen de précipitations est de 684 mm, avec 10,8 jours de précipitations en janvier et 6,5 jours en juillet. Pour la période 1991-2020, la température moyenne annuelle observée sur la station météorologique de Météo-France la plus proche, sur la commune de Saint-Épain à 11 km à vol d'oiseau, est de 12,3 °C et le cumul annuel moyen de précipitations est de 745,6 mm,. Pour l'avenir, les paramètres climatiques de la commune estimés pour 2050 selon différents scénarios d'émission de gaz à effet de serre sont consultables sur un site dédié publié par Météo-France en novembre 2022.

## Urbanisme

### Typologie
Au 1er janvier 2024, Maillé est catégorisée commune rurale à habitat dispersé, selon la nouvelle grille communale de densité à sept niveaux définie par l'Insee en 2022.
Elle est située hors unité urbaine. Par ailleurs la commune fait partie de l'aire d'attraction de Tours, dont elle est une commune de la couronne,. Cette aire, qui regroupe 162 communes, est catégorisée dans les aires de 200 000 à moins de 700 000 habitants,.

### Occupation des sols
L'occupation des sols de la commune, telle qu'elle ressort de la base de données européenne d’occupation biophysique des sols Corine Land Cover (CLC), est marquée par l'importance des territoires agricoles (78,7 % en 2018), en diminution par rapport à 1990 (83,1 %). La répartition détaillée en 2018 est la suivante : 
terres arables (70,1 %), forêts (11,4 %), zones industrielles ou commerciales et réseaux de communication (7,5 %), zones agricoles hétérogènes (6,8 %), zones urbanisées (2,4 %), prairies (1,8 %). L'évolution de l’occupation des sols de la commune et de ses infrastructures peut être observée sur les différentes représentations cartographiques du territoire : la carte de Cassini (XVIIIe siècle), la carte d'état-major (1820-1866) et les cartes ou photos aériennes de l'IGN pour la période actuelle (1950 à aujourd'hui).

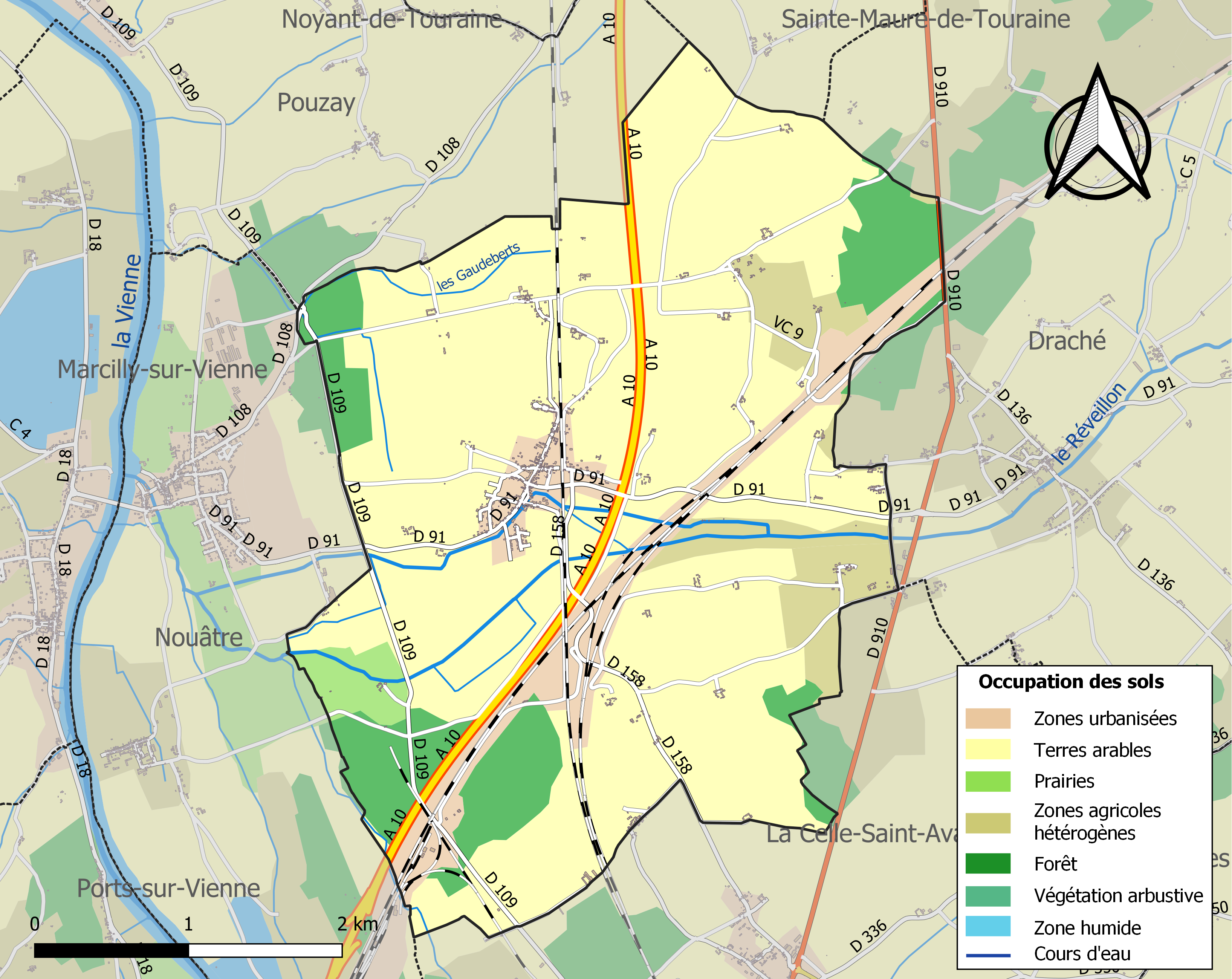
Carte des infrastructures et de l'occupation des sols de la commune en 2018 (CLC).

### Risques majeurs
Le territoire de la commune de Maillé est vulnérable à différents aléas naturels : météorologiques (tempête, orage, neige, grand froid, canicule ou sécheresse) et séisme (sismicité faible). Un site publié par le BRGM permet d'évaluer simplement et rapidement les risques d'un bien localisé soit par son adresse soit par le numéro de sa parcelle.

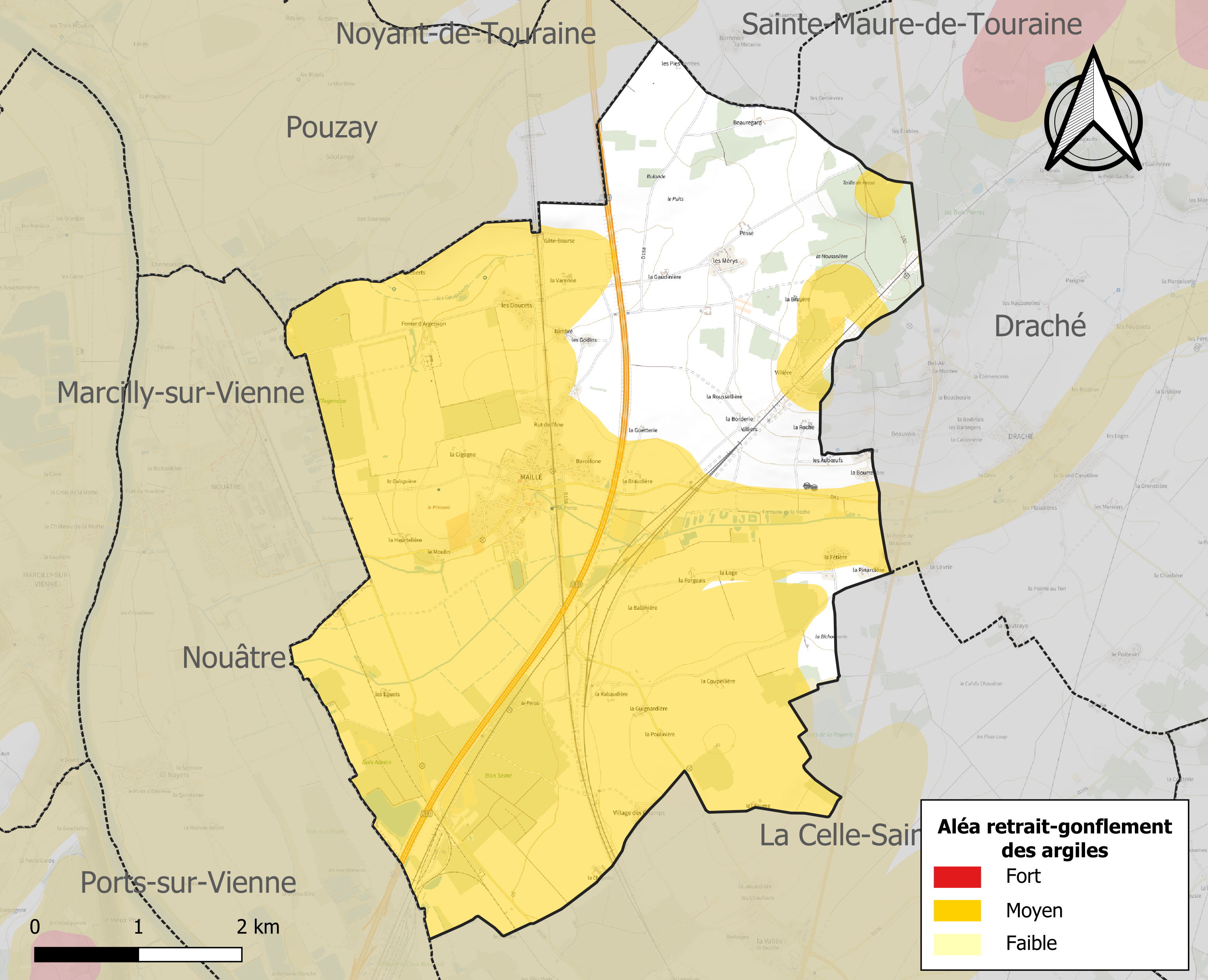
Carte des zones d'aléa retrait-gonflement des sols argileux de Maillé.

Le retrait-gonflement des sols argileux est susceptible d'engendrer des dommages importants aux bâtiments en cas d’alternance de périodes de sécheresse et de pluie. 72,8 % de la superficie communale est en aléa moyen ou fort (90,2 % au niveau départemental et 48,5 % au niveau national). Sur les 299 bâtiments dénombrés sur la commune en 2019, 258 sont en aléa moyen ou fort, soit 86 %, à comparer aux 91 % au niveau départemental et 54 % au niveau national. Une cartographie de l'exposition du territoire national au retrait gonflement des sols argileux est disponible sur le site du BRGM,.
Concernant les mouvements de terrains, la commune a été reconnue en état de catastrophe naturelle au titre des dommages causés par la sécheresse en 1991 et par des mouvements de terrain en 1999.

## Histoire
Maillé ne doit pas être confondue avec la ville de Maillé, qui donna son nom à la famille noble de Maillé et qui prit ensuite le nom de Luynes.
Le massacre de Maillé du 25 août 1944 est le plus important commis en France par les nazis pendant la Seconde Guerre mondiale après celui d'Oradour-sur-Glane et ses 642 victimes.
À la suite d'une embuscade quelques jours avant et en représailles aux actions de la résistance locale contre l'occupant allemand, le sous-lieutenant de la Wehrmacht Gustav Schlüter et ses hommes massacrent 124 personnes, y compris femmes et enfants, sur 600 habitants du bourg et des environs, et rasent le village.
Les unités allemandes responsables n'ont pas été identifiées avec précision. Au terme de l'enquête de gendarmerie de 1944, le sous-lieutenant Gustav Schlüter a été mis en cause mais les historiens en contestent le rôle. En 1953, Gustav Schlüter est condamné à mort par contumace par le tribunal militaire de Bordeaux. Il ne sera jamais retrouvé et sa peine ne sera pas exécutée.
La commune est décorée de la croix de guerre 1939-1945 le 14 novembre 1948, distinction également attribuée à trois autres communes de l'Indre-et-Loire.
Une enquête allemande a été ouverte en 2004 car les crimes de guerre y sont imprescriptibles.
Elle est menée par le juge Ulrich Mass, procureur général du parquet de Dortmund, dans le cadre d'une information judiciaire contre X pour « crimes de guerre ».
Le 15 juillet 2008, le magistrat, accompagné de deux enquêteurs et d'un traducteur, se rend à Maillé pour une reconnaissance des lieux.
Le 25 août 2008, 64 ans après les faits, le président de la République Nicolas Sarkozy se rend en personne à Maillé. « En ignorant si longtemps le drame de Maillé, en restant indifférente à la douleur des survivants, en laissant s'effacer de sa mémoire le souvenir des victimes, la France a commis une faute morale », dit-il.

## Politique et administration

### Tendances politiques et résultats
| Scrutin             | Scrutin             | 1er tour | 1er tour | 1er tour | 1er tour | 1er tour | 1er tour | 1er tour | 1er tour | 1er tour | 1er tour | 1er tour | 1er tour | 2d tour | 2d tour  | 2d tour | 2d tour | 2d tour | 2d tour |
| Scrutin             | Scrutin             | 1er      | 1er      | %        | 2e       | 2e       | %        | 3e       | 3e       | %        | 4e       | 4e       | %        | 1er     | 1er      | %       | 2e      | 2e      | %       |
| ------------------- | ------------------- | -------- | -------- | -------- | -------- | -------- | -------- | -------- | -------- | -------- | -------- | -------- | -------- | ------- | -------- | ------- | ------- | ------- | ------- |
| Présidentielle 2017 | Présidentielle 2017 |          | FN       | 24,74    |          | EM       | 20,57    |          | LR       | 18,23    |          | LFI      | 17,45    |         | EM       | 60,12   |         | FN      | 39,88   |
| Présidentielle 2022 | Présidentielle 2022 |          | RN       | 32,19    |          | LREM     | 29,34    |          | LFI      | 14,25    |          | REC      | 6,84     |         | RN       | 52,23   |         | LREM    | 47,77   |
| Législatives 2022   | 4e                  |          | RE-Ens   | 30,60    |          | RN       | 28,45    |          | PS-Nupes | 25,86    |          | REC      | 5,17     |         | PS-Nupes | 52,76   |         | RE-Ens  | 47,24   |
| Législatives 2024   | 4e                  |          | RN       | 45,48    |          | PS-NFP   | 21,29    |          | RE-Ens   | 20,97    |          | LR       | 9,68     |         | RN       | 60,00   |         | PS-NFP  | 40,00   |

### Liste des maires
| Période                                  | Période         | Identité          | Étiquette    | Qualité     |
| ---------------------------------------- | --------------- | ----------------- | ------------ | ----------- |
| 1906                                     | 1919            | Vincent Champigny |              |             |
| 1919                                     | 1925            | Joseph Gambier    |              |             |
| 1925                                     | 1940            | Charles Chevalier |              |             |
| 1940                                     | 1944            | Eugène Bruneau    |              |             |
| 1944                                     | 1948            | Louis Duplessis   |              |             |
| 1977                                     | 25 février 2002 | Gilbert Chedozeau |              |             |
| 2002                                     | 2022            | Bernard Éliaume   | DVD puis UDI | Ingénieur   |
| 2022                                     | En cours        | Jean-Jacques Roy  |              | Agriculteur |
| Les données manquantes sont à compléter. |                 |                   |              |             |

## Population et société

### Démographie
L'évolution du nombre d'habitants est connue à travers les recensements de la population effectués dans la commune depuis 1793. Pour les communes de moins de 10 000 habitants, une enquête de recensement portant sur toute la population est réalisée tous les cinq ans, les populations de référence des années intermédiaires étant quant à elles estimées par interpolation ou extrapolation. Pour la commune, le premier recensement exhaustif entrant dans le cadre du nouveau dispositif a été réalisé en 2007.

En 2022, la commune comptait 559 habitants, en évolution de −3,45 % par rapport à 2016 (Indre-et-Loire : +1,67 %, France hors Mayotte : +2,11 %).
| 1793 | 1800 | 1806 | 1821 | 1831 | 1836 | 1841 | 1846 | 1851 |
| ---- | ---- | ---- | ---- | ---- | ---- | ---- | ---- | ---- |
| 492  | 473  | 426  | 450  | 507  | 503  | 548  | 552  | 595  |

| 1856 | 1861 | 1866 | 1872 | 1876 | 1881 | 1886 | 1891 | 1896 |
| ---- | ---- | ---- | ---- | ---- | ---- | ---- | ---- | ---- |
| 551  | 529  | 530  | 578  | 525  | 502  | 515  | 466  | 456  |

| 1901 | 1906 | 1911 | 1921 | 1926 | 1931 | 1936 | 1946 | 1954 |
| ---- | ---- | ---- | ---- | ---- | ---- | ---- | ---- | ---- |
| 456  | 474  | 478  | 470  | 491  | 482  | 490  | 449  | 542  |

| 1962 | 1968 | 1975 | 1982 | 1990 | 1999 | 2006 | 2007 | 2012 |
| ---- | ---- | ---- | ---- | ---- | ---- | ---- | ---- | ---- |
| 602  | 587  | 518  | 580  | 594  | 653  | 619  | 614  | 594  |

| 2017 | 2022 | - | - | - | - | - | - | - |
| ---- | ---- | - | - | - | - | - | - | - |
| 578  | 559  | - | - | - | - | - | - | - |

### Enseignement
Maillé se situe dans l'Académie d'Orléans-Tours (Zone B) et dans la circonscription de Chinon.
L'école élémentaire accueille les élèves de la commune.

### Bibliothèque Municipale
La commune de Maillé dispose d'une bibliothèque municipale, qui fait partie du réseau de la Direction Départementale des Bibliothèques et de la Lecture de Touraine.

## Culture locale et patrimoine

### Lieux et monuments
- La Maison du Souvenir rassemble documents et témoignages du massacre du 25 août 1944 ;
- Le château d'Argenson et ses dépendances, sont inscrits au titre des monuments historiques par arrêté du 21 octobre 1947[31].
- Le manoir de la Chetalière est inscrit partiellement au titre des monuments historiques par arrêté du 13 décembre 1977[32].
- L'église Saint-Martin est inscrite au titre des monuments historiques par arrêté du 18 juin 1962[33].

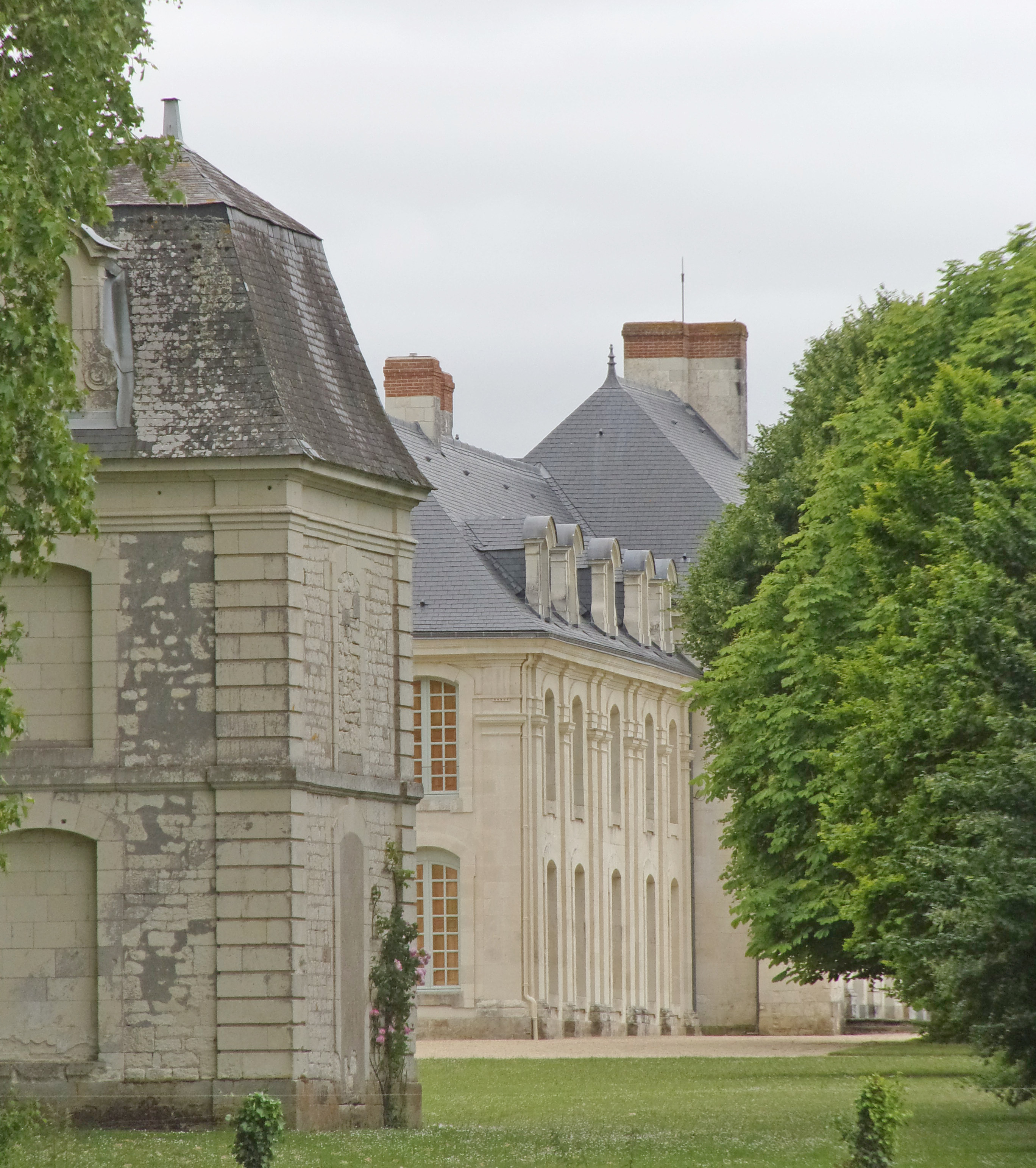
Château d'Argenson.
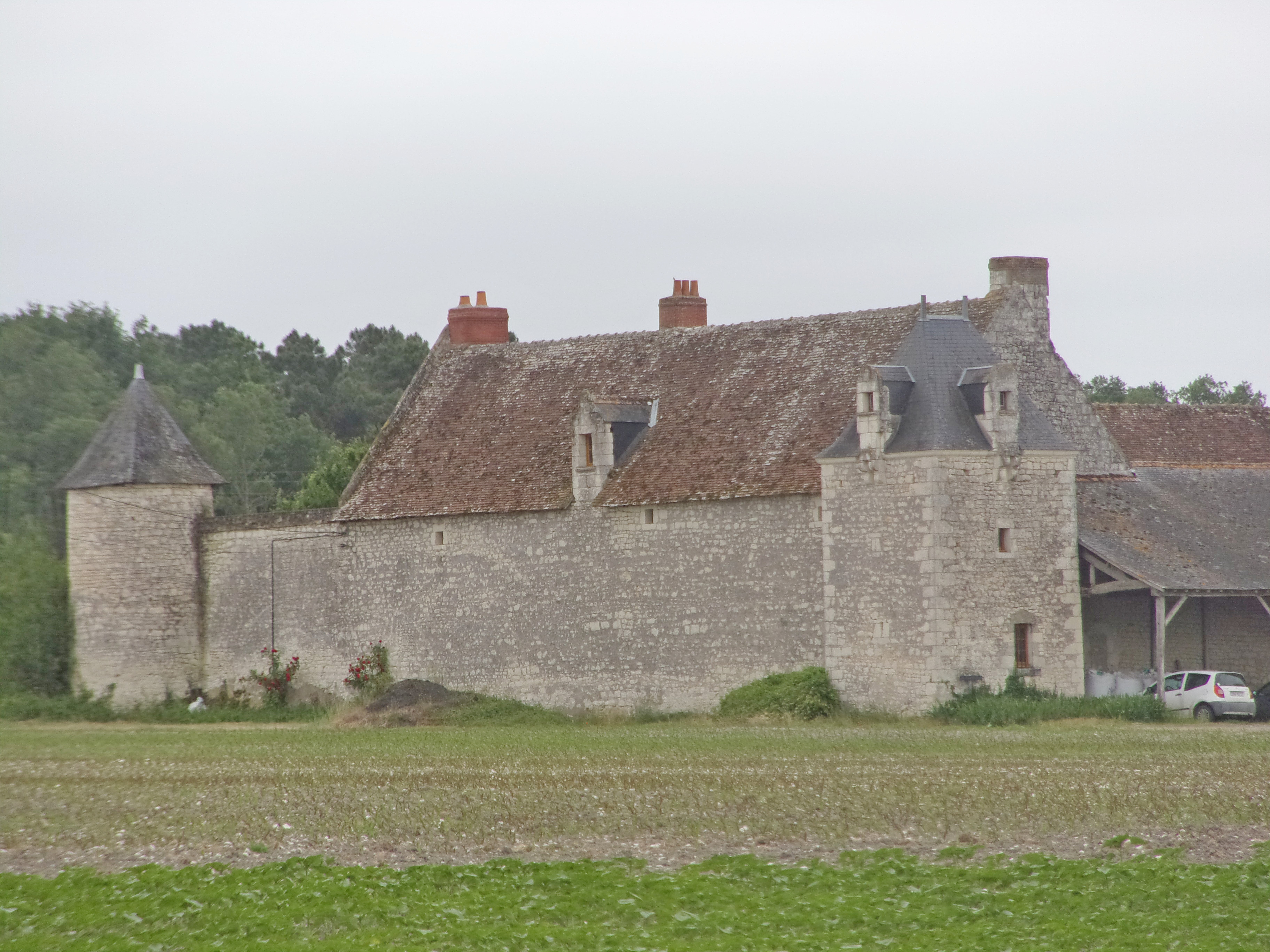
Manoir de la Chetalière.
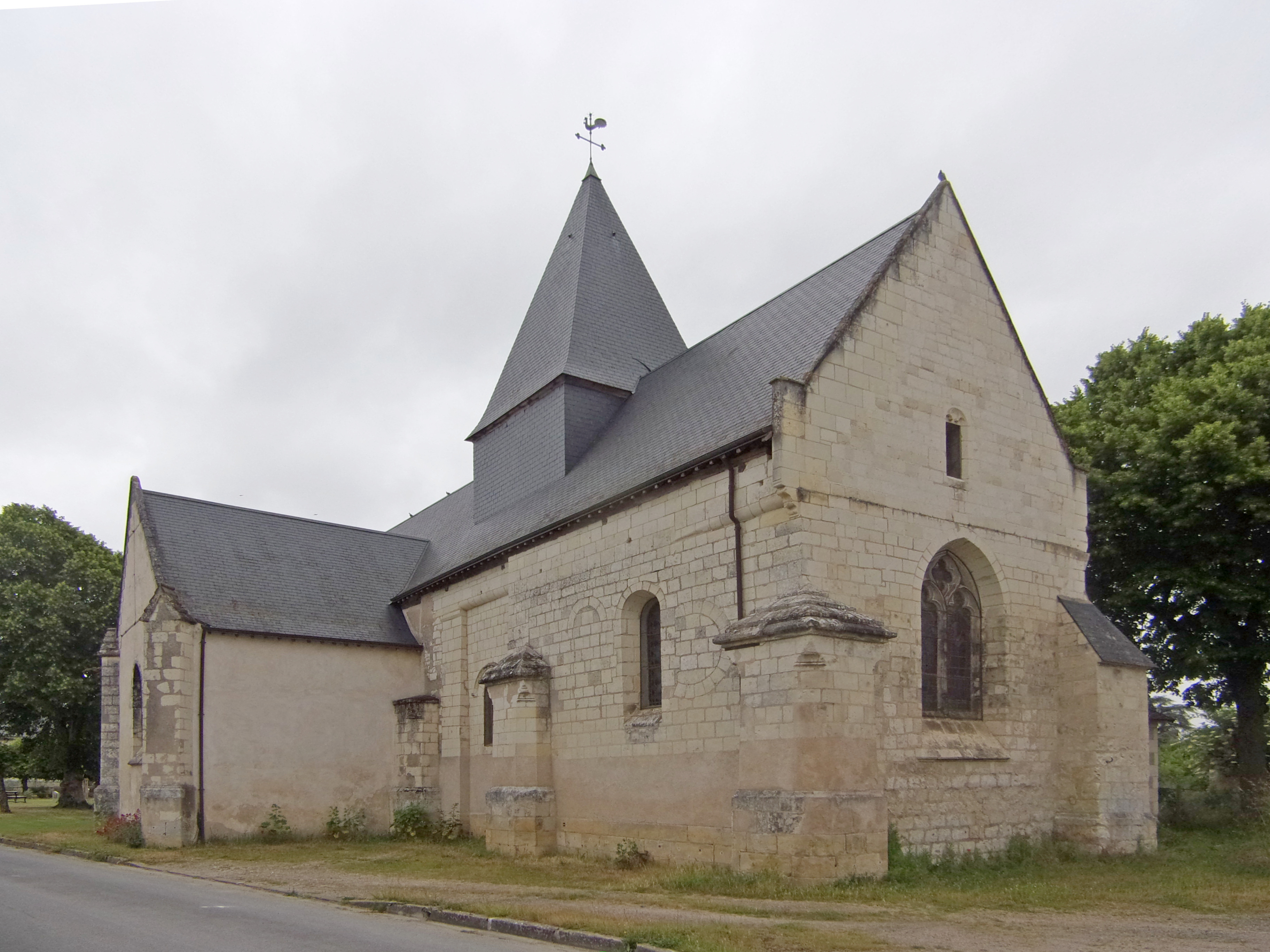
Église Saint-Martin.
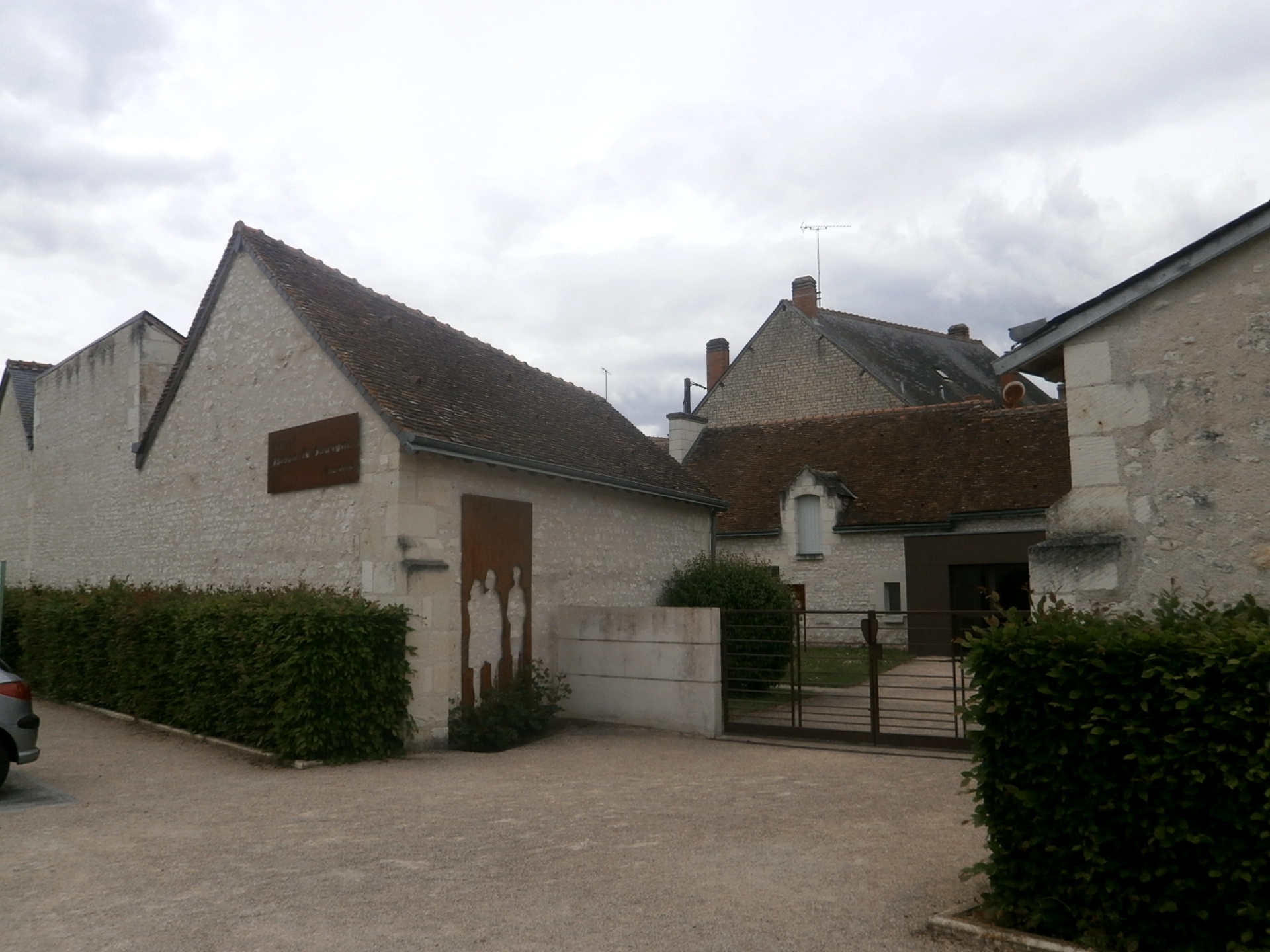
Maison du souvenir.

### Héraldique
| Blason de Maillé | Les armes de Maillé se blasonnent ainsi : De gueules au chevron d'argent accompagné de trois coquilles d'or. |